# 基特里波因特 (緬因州)
基特里波因特（英語：Kittery Point）是位於美國緬因州約克縣的一個普查規定居民點。

## 人口
根據2020年美國人口普查的數據，基特里波因特的面積為6.66平方千米，當中陸地面積為4.94平方千米，而水域面積為1.72平方千米。當地共有人口1009人，而人口密度為每平方千米151.5人。